# Frederiksborgare

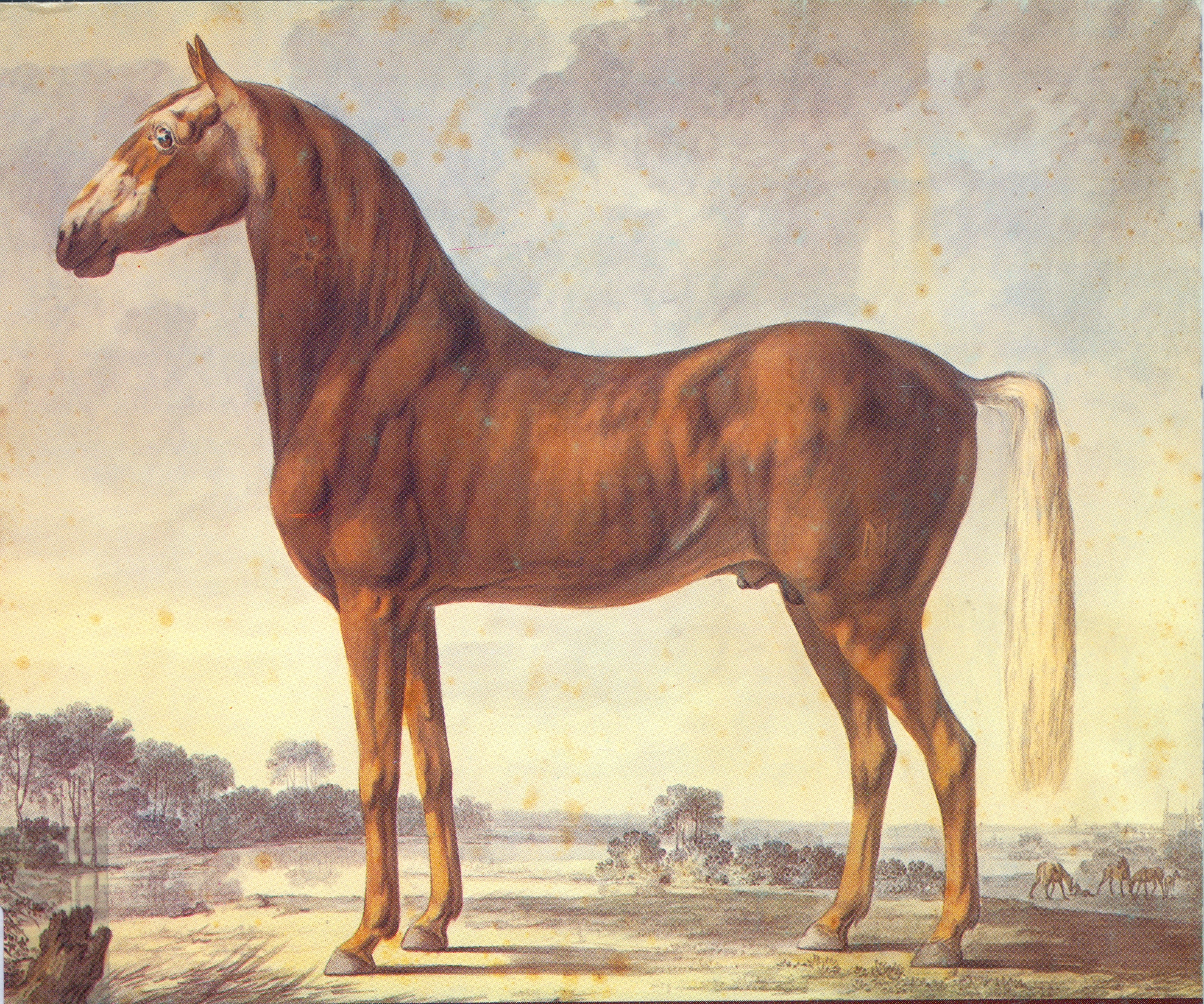
Frederiksborgarehingsten Beaver, född 1821. På halsen finns Frederiksborgs stuteris märke, en bekrönad stjärna. Färglagd teckning av Christian David Gebauer, troligen omkring 1830.

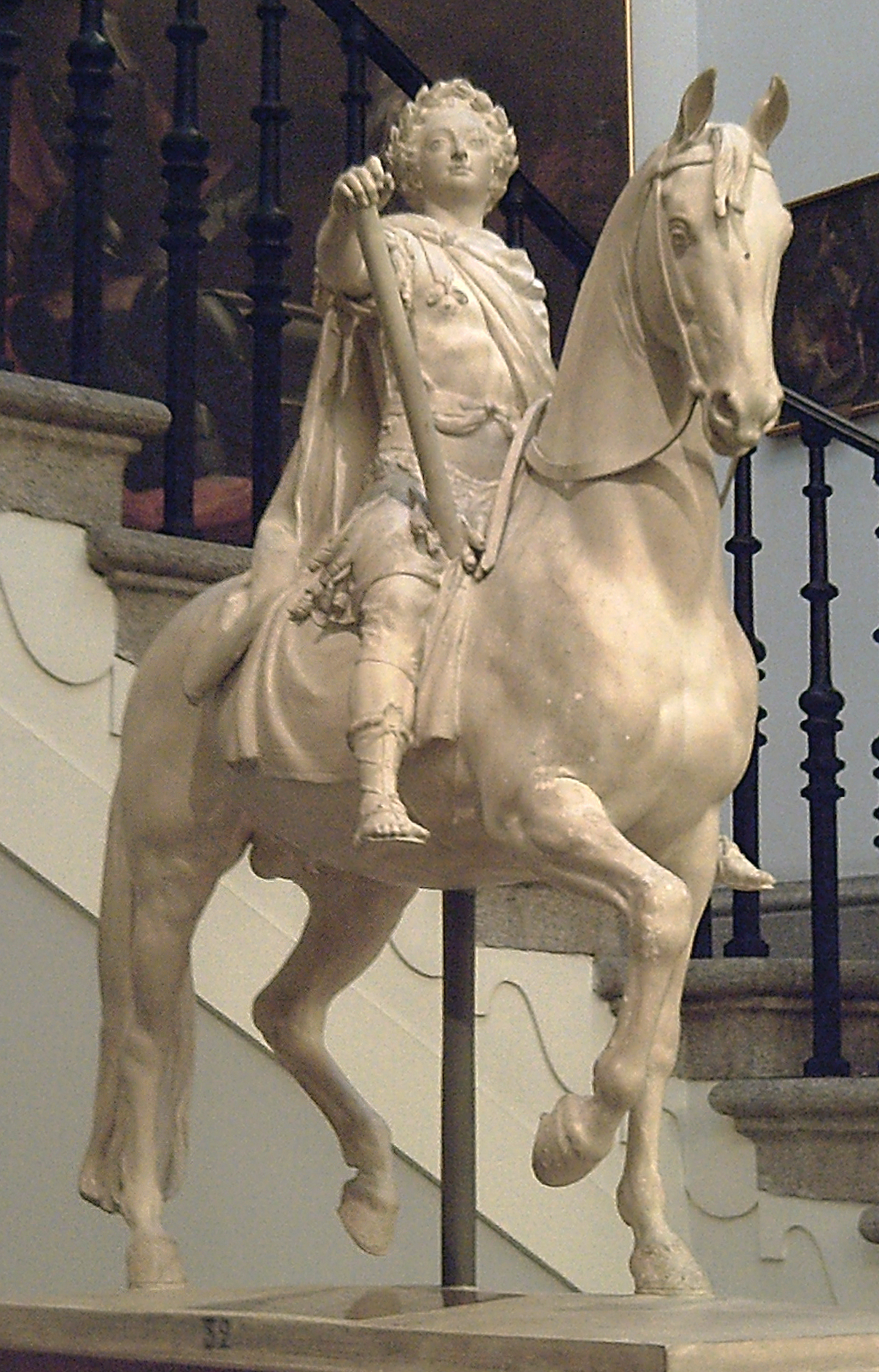
Gipsmodell för ryttarstaty av Fredrik V på Amalienborgs borggård, sittande på en idealiserad Frederiksborgare

Frederiksborgare är en hästras som härstammar från Danmark. Under slutet av 1500-talet och 1600-talet var den omtyckt som kavallerihäst och klassisk skolridningshäst. Rasen fick sitt namn av det kungliga Frederiksborgs stuteri på norra Själland, vid vilket rasen avlades fram. Rasen har ett gott temperament, den är livlig och har oftast färgen fux. Det är en stark, ordinär häst med stor bringa och stark rygg och den används, förutom som körhäst, även till ridning.

## Historik
Utgångsmaterialet för Frederiksborgaren var spanska hästar som korsades med olika italienska och franska hästar i tyska Holstein, medan detta område var ett danskt hertigdöme. Man avlade även en del med olika halvblodshästar från England, bland annat Norfolktravaren som var en travhäst och körhäst som numera är utdöd. Man förädlade även rasen med hjälp av arabiska fullblod.
Dessa hästar från Frederiksborgs stuteri, som grundades 1562 av den danska kungen Fredrik II, användes sedan för att förädla andra raser, till exempel den danska kallblodshästen Jutsk häst. En av de mest berömda hingstarna som exporterades var Pluto, född 1765. Han blev senare stamfader till den Lipizzanerlinje som bär hans namn. 
Frederiksborgaren blev populär ute i Europa, mycket på grund av att hästen hade en stolt gång och gav ryttaren den rätta sitsen, som fick honom att se ut som en riktig hjälte. Detta ledde nästan till att rasen försvann på grund av alltför mycket export. Nästan alla hästar såldes och det fanns inga avelshästar i bra kvalité kvar på stuterierna, och kungliga Frederiksborgs stuteri lade ned aveln av Frederiksborgare 1839. Aveln har dock fortsatt på privata stuterier i Danmark, men de hästarna som föddes upp var vagnshästar av lite lättare typ. Vid den här tiden var även fuxfärgen väl etablerad i rasen och inga andra färger tilläts. På senare tid har man blandat in Trakehnare och Engelskt fullblod, vilket gjort att även bruna hästar och skimlar tilläts.
Det finns fortfarande Frederiksborgare i Danmark, men den gamla typen, som var en utmärkt klassisk ridhäst, är relativt sällsynt. Idag räknas denna hästras till barockhästarna.

## Egenskaper
Trots att den ursprungliga Frederiksborgaren var ämnad som ridhäst i till exempel krig, så är Frederiksborgaren idag mycket omtyckt som ståtlig vagnshäst tack vare sina höga rörelser som brukar beskrivas som starka och flytande. Senare tidens avel verkar dock vara på väg tillbaka till originalet; en stark och smidig ridhäst med ett vackert steg. Rasen blir mer och mer populär inom akademisk ridning men passar lika bra på till exempel hoppbanan.
Frederiksborgaren är en medelstor häst med välformat, uttrycksfullt huvud, lång nacke och en medellång, välrest hals. Markerad manke, muskulös, medellång rygg och länd. Muskulösa fram- och bakben eftersträvas liksom torra knän och hasor. Medellånga, fjädrande kotor och välformade hovar. Steget ska vara energiskt och rymligt, elastiskt och taktfast, med god bärighet i alla gångarter. Alla färger och tecken accepteras.